# Fn鍵

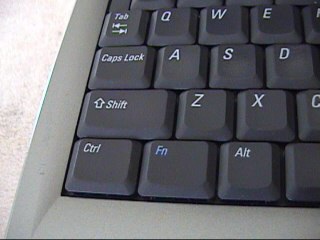
Fn鍵在 Dell Inspiron 1150 笔记本上的位置

Fn键（Fn为Function的缩写，功能键）是许多电脑键盘上采用的一个修饰键，常见于苹果标准键盘、多媒體鍵盤和一些筆記型電腦键盘。它的功能主要是在紧凑布局中以组合键方式决定更多一键两义的按键。在许多全尺寸的多媒体键盘上它也作为F-Lock键，主要配合特定按键来快速更改螢幕顯示、音訊等硬體设置，或者进行多媒体控制，例如调整亮度、音量、播放控制（播放/暂停/上一首/下一首）、弹出光碟機等。

## 作用
Fn键可以在Windows笔记本电脑中用于调节相应硬件设置，如屏幕亮度、聲音大小等。在苹果公司的Mac产品中，双击可启用听写。

### 在macOS系统下的快捷键
- Fn+↑或↓：向上／下滚动一页
- Fn+←或→：滚动到文稿开头／末尾
- Fn+delete：向前删除（也可以使用 control+D）

（部分）

## 技术细节
Fn是一个修饰键，使用方法与其他修饰键（如Ctrl键、Shift键、Alt键和AltGr键）相同。对标准修饰键来说，键盘内的单片机会发出修饰键本身的scancode，然后由操作系统解释并与其他按键组合。而Fn键是元修饰键的一种，当它组合其他按键被按下时，操作系统会看到修改后的扫描码。这使键盘得以直接模拟一个全尺寸键盘，使作業系统可以使用为全尺寸键盘设计的标准键盘映射图。但也因此，操作系统并没有Fn键的概念，所以该键不能在软件中正常映射。
虽然在键盘的微控制器中处理Fn键最为常见，但计算机将无法得知Fn键是否被按下。例如联想集团等部分厂商在主CPU运行的BIOS中处理此映射，允许修改BIOS的中断处理器来修改Fn键的映射；在蘋果公司的产品设计中，按两次Fn键可触发听写功能。
除了映射为标准的滚动锁定和數字鎖定鍵，Fn键组合还可映射为控制系统界面，常见于調整筆記型電腦的螢幕亮度、VGA視訊输出和喇叭音量。